# Šmakež
Šmakež (nemško St. Marxen) je naselje v Občini Dobrla vas v Okraju Velikovec na Koroškem v Avstriji.